# Leonard Baker
Leonard S. Baker (24 janvier 1931 - 23 novembre 1984) est un écrivain américain.

## Biographie
Diplômé de l'École des arts et des sciences de l'Université de Pittsburgh en 1952, Baker est journaliste pour le St. Louis Globe-Democrat de 1955 à 1956 et pour Newsday de 1956 à 1965. Il est marié à Liva Baker (1930-2007), auteur de The Justice From Beacon Hill: The Life and Times of Oliver Wendell Holmes et d'autres livres, et a deux enfants, David Baker et Sara Baker.
Il remporte le Prix Pulitzer de la biographie ou de l'autobiographie en 1979 pour Days of Sorrow and Pain: Leo Baeck and the Berlin Jewish (Oxford University Press , (ISBN 0-19-502800-7)), un livre sur Leo Baeck.
Il publie également The Johnson Eclipse : A President's Vice Presidency, Back to Back : The Duel Between FDR and the Supreme Court, John Marshall : A Life in Law, Brandeis and Frankfurter : A Dual Biography, Brahmin in Revolt, Roosevelt and Pearl. Harbour et The Guaranteed Society.